# Andrzej Tarkowski
Andrzej Krzysztof Tarkowski (4 de maio de 1933 – 23 de setembro de 2016) foi um embriologista polonês. Foi professor da Universidade de Varsóvia.
Em 2002 Tarkowski recebeu juntamente com Anne McLaren o Prêmio Japão, por suas descobertas acerca do desenvolvimento precoce de embriões mamíferos.
Morreu em 23 de setembro de 2016, aos 83 anos.